# Gláucia Lemos
Gláucia Maria de Lemos, é uma escritora brasileira, nascida em Salvador, Bahia, autora de vários títulos de literatura infanto-juvenil, como a coleção "Marujo Verde", com quatro volumes publicados, mas também de contos, ensaios, resenhas e romances, alguns dos quais premiados ("O Riso da Raposa", pela Academia de Letras da Bahia, em 1985, "A Metade da Maçã", pela Secretaria de Cultura do Recife, em 1988, "As Chamas da Memória" pela União Brasileira de Escritores - Rio de Janeiro, em 1990 e "Bichos de Conchas", vencedor do II Prêmio de Literatura da UBE/Scortecci, em 2007). A sua obra publicada é, praticamente na sua totalidade, prosa, exceptuando o livro de poesia infantil "O Cão Azul". Tem, contudo, disseminada em várias páginas da Internet, alguma poesia da sua autoria.

## Biografia
Filha do Major do Exército Ascânio Tasso Pinheiro de Lemos, em segundas núpcias com Adília Silva de Lemos. Graduou-se em Direito pela UCSal (Universidade Católica de Salvador) e em Crítica de Arte pela UFBA (Universidade Federal da Bahia), tendo-se especializado em Estética.
Colaborou nos jornais, de Salvador, "Diário de Notícias" e "A Tarde", tendo escrito neste jornal, durante oito anos, para a coluna de Artes Plásticas "Painel" do professor Herbert Magalhães. Participou ainda no "Jornal das Artes", de Pernambuco e no "Jornal da Crítica" e em "O Escritor", ambos de São Paulo.
O seu primeiro livro de contos, em 1979, foi publicado pela Fundação Cultural da Bahia, com ilustrações também da sua autoria. O seu conto Maré Alta foi selecionado para estudo no curso de Literatura brasileira e espanhola, da Universidade de Bolden, nos Estados Unidos da América. Com "A caneta que chorou tinta", recebeu o Prêmio Monteiro Lobato em convénio com o Laboratório Aché.
Em 1988 a Secretaria da Cultura do Estado do Maranhão premiou o seu livro "Estrela, Estrela Minha". Em 1989, foi premiada pelo Instituto Nacional do Livro, com "Um Elfo em Minha Mão", do qual foi feita uma edição especial de 5 000 exemplares que foram distribuídos por várias bibliotecas do Brasil. Em 2005, foi finalista no Concurso João de Barro, da prefeitura de Belo Horizonte, com o livro "Vou Te Contar, Meu Camarada".

## Obras principais

### Romances
- O Riso da Raposa
- A Metade da Maçã
- As Chamas da Memória
- Bichos de Conchas
- Marce - o espelho chinês
- Eramos três mais a mula

## Novelas
- Luaral

### Contos
- Procissão
- Era uma vez uma rosa que virou mulher
- Todas as águas

### Ensaios
Comércio Baiano, Depoimentos para a sua História
- O Conto em Vinte e Cinco Baianos
- As Palavras Conduzem a Outras Palavras
- Salvador Era Assim 2
- Antologia Panorâmica do Conto Baiano, Século XX
- Contos dos mares da Bahia
- Comércio baiano

### Literatura infanto-juvenil
- Vou te Contar, Meu Camarada
- As Aventuras do Marujo Verde
- A Caneta que Chorou Tinta
- O Cão Azul (poesia)
- Coração de Lua Cheia
- Estrela, Estrela Minha
- Furta-cor e a Mochila Mágica
- A Garota do Bugre
- As Jóias do Gnomo
- O Marujo Verde nos Mares da Ásia
- O Marujo Verde vai aos Andes
- O Menino que Acendeu as Estrelas
- O Mistério do Galeão
- A Morena Guiomar
- As Novas Viagens do Marujo Verde
- O Poeta da Liberdade
- A Surpresa atrás da Porta
- Um Elfo em Minha Mão
- Uma Aventura no Reino dos Peixes
- A lua no coração
- Quem sabe onde mora a lua?